# NBA H-O-R-S-E natjecanje
NBA H-O-R-S-E natjecanje (izvorni naziv NBA All-Star H–O–R–S–E Competition, poslije preimenovano u NBA All–Star GEICO H-O-R-S-E Competition) subotnji je događaj NBA All-Star vikenda kojeg održava National Basketball Association prije NBA All-Star utakmice. Natjecanje je prvi puta uvedeno na All-Star vikendu 2009. godine i od onda se redovito održava kao jedan od subotnjih događaja vikenda. Zadatak natjecanja je neostvariti svih pet slova. Igrač dobiva slovo svaki puta kada promaši, tj. ne ponovi, koš prethodnog igrača. Svaki igrač ima vrijeme od 24 sekunde za izvođenje zadatka dok je zakucavanje zabranjeno. Igrač koji prvi sakupi pet slova biva izbačen iz natjecanja. Uz sva naložena pravila, sudci također prate izvršavanje zadataka te određuju jesu li oni pravilno izvedeni. Ovo natjecanje dva puta je osvajao trenutačni pobjednik Kevin Durant. 

## Pobjednici
|           | Igrači koji su još uvijek aktivni |
| Igrač (#) | Broj osvojenih titula             |
| Klub (#)  | Broj osvojenih titula po klubu    |

| Sezona    | Igrač            | Klub                      | Konačni rezultat |
| --------- | ---------------- | ------------------------- | ---------------- |
| 2008./09. | Kevin Durant     | Oklahoma City Thunder     | H–O–R–S          |
| 2009./10. | Kevin Durant (2) | Oklahoma City Thunder (2) | H–O–R            |

## Ostali sudionici
| Igrač (boldirano) | Pobjednik         |
| Igrač (#)         | Broj sudjelovanja |

| Sezona    | Igrači                                     |
| --------- | ------------------------------------------ |
| 2008./09. | Kevin Durant, Joe Johnson, O. J. Mayo      |
| 2009./10. | Omri Casspi, Kevin Durant (2), Rajon Rondo |

## Vanjske poveznice
- H-O-R-S-E natjecanje 2010.
- H-O-R-S-E natjecanje 2009.